# Мінері
Мінері (рум. Mineri) — село у повіті Тулча в Румунії. Входить до складу комуни Сомова.
Село розташоване на відстані 221 км на схід від Бухареста, 7 км на захід від Тулчі, 110 км на північ від Констанци, 60 км на південний схід від Галаца.

## Населення
За даними перепису населення 2002 року у селі проживали 1470 осіб.
Національний склад населення села:
| Національність | Кількість осіб | Відсоток |
| -------------- | -------------- | -------- |
| румуни         | 1456           | 99,0%    |
| турки          | 7              | 0,5%     |

Рідною мовою назвали:
| Мова      | Кількість осіб | Відсоток |
| --------- | -------------- | -------- |
| румунська | 1459           | 99,3%    |
| турецька  | 5              | 0,3%     |